# Hildebrandtia macrotympanum
Espèce
Synonymes
- Pyxicephalus macrotympanum Boulenger, 1912
- Tomopterna scorteccii Balletto, Cherchi & Lanza, 1978

Statut de conservation UICN

 LC  : Préoccupation mineure
Hildebrandtia macrotympanum est une espèce d'amphibiens de la famille des Ptychadenidae.

## Répartition
Cette espèce est endémique du centre-Est de l'Afrique. Elle se rencontre, :
- dans le sud-est de l'Éthiopie ;
- dans l'est du Kenya ;
- dans la moitié Sud de la Somalie.

## Publication originale
- Boulenger, 1912 : Descriptions of new African Batrachians preserved in the British Museum. Annals and Magazine of Natural History, sér. 8, vol. 10, p. 140-142 (texte intégral).